# Argentinosaurus
Az Argentinosaurus (jelentése 'ezüstgyík', a felfedezés helyére és a latin argentum szóra utalva) a sauropoda dinoszauruszok egyik neme, melyet Guillermo Heredia fedezett fel Argentínában. Az állat az akkor szigetkontinensként létező Dél-Amerika területén élt a késő kréta korban, mintegy 97–93,5 millió évvel ezelőtt.

## Anatómia

Az Argentinosaurus és az ember méretének összehasonlítása

Az Argentinosaurus csontvázának csak egy része került elő. A holotípus három elülső és három hátulsó hátcsigolyából, az első öt keresztcsonti csigolyák töredékéből (a csigolyatestek hasi részéből), a jobb oldali keresztcsonti bordák többségéből, az egyik háti borda egy nagyobb darabjából és a jobb sípcsontból áll. Az egyik csigolya 1,59 méter hosszú (a tüskétől az alsó szegélyig), a sípcsont pedig körülbelül 155 centimétert ért el. Mindemellett egy részleges combcsontot (az MLP-DP 46-VIII-21-3 azonosítójú leletet) is az Argentinosaurushoz kapcsoltak; ez a lábszárdarab körülbelül 1,18 méter hosszú. A csontok arányai és a rokonságába tartozó sauropodákkal végzett összehasonlítások lehetővé tették az őslénykutatók számára az állat méretének megbecslését.
Az Argentinosaurus Gregory S. Paul által készített korai rekonstrukciójának becsült hossza 30–35 méter, a tömege pedig 80–100 tonna. Mások az Argentinosaurus méretbecsléséhez a töredékes leletanyagot a rokon titanosaurusok maradványaival vetették össze. 2006-ban Ken Carpenter a jóval teljesebb Saltasaurust felhasználva 30 méterre becsülte az Argentinosaurus hosszát. Egy nem publikált becslés a Saltasaurus, az Opisthocoelicaudia és a Rapetosaurus rekonstrukciója alapján készült, és az állat hosszaként 22–26 métert állapított meg. A tömegbecslések kevésbé gyakoriak, de Gerardo Mazzetta és szerzőtársai (2004-ben) 60 és 88 tonna közé becsülték az állat tömegét, legvalószínűbb értékként 73 tonnát jelölve meg, amivel ez a sauropoda vált a legnehezebb, jó leletanyag alapján ismert dinoszaurusszá.

## Osztályozás és történet

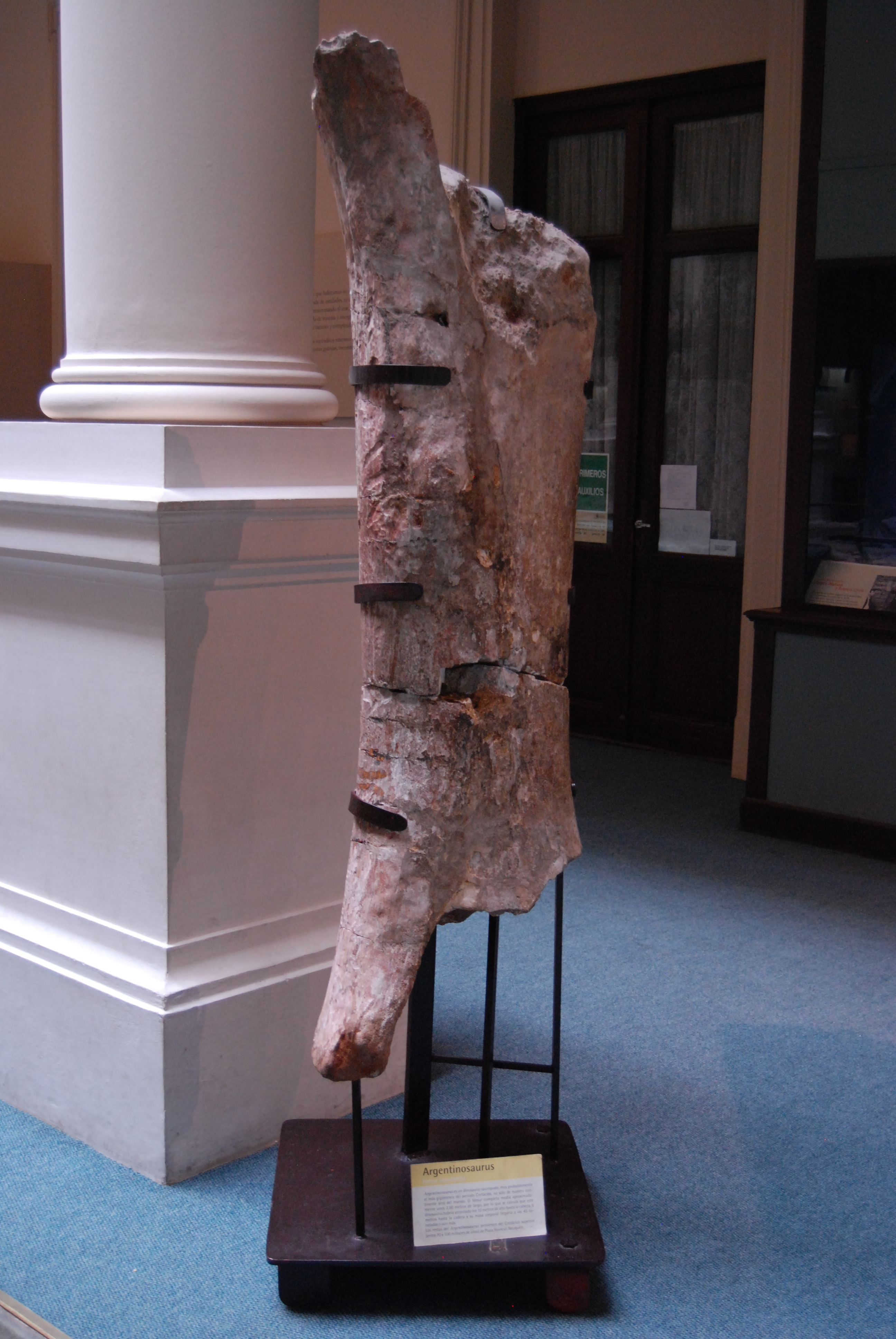
Az Argentinosaurus combcsontja, a Museo de La Plata gyűjteményében

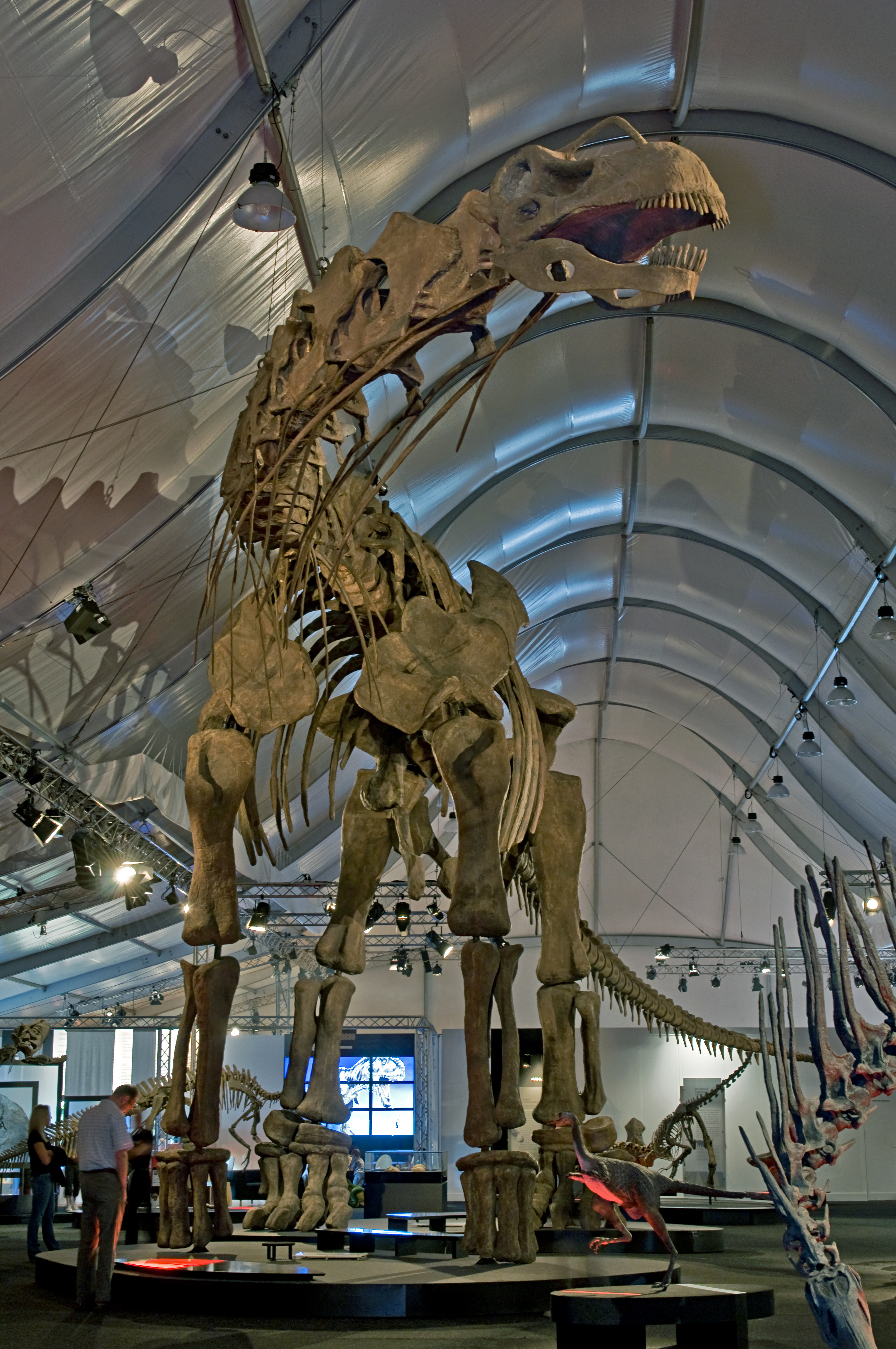
Az Argentinosaurus csontvázának rekonstrukciója

Az Argentinosaurus típusfaja, az A. huinculensis leírása (melyet két argentin őslénykutató, José F. Bonaparte és Rodolfo Coria készített el), 1993-ban jelent meg. A kréta időszakon belül pontosabb időkeretet, az albai–cenomani korszakot jelölte meg a fosszília koraként. A lelőhely, a Huincul-formáció az argentínai Neuquén tartományban levő Río Limay-alcsoporthoz tartozik (a névadás idején a Huincul-formációt a Río Limay-formáció részeként tartották számon).

## Múzeumi kiállítások
Az Argentinosaurus fontos része a Georgia állambeli Atlantában levő Fernbank Természetrajzi Múzeum (Fernbank Museum of Natural History) A mezozoikum óriásai (Giants of the Mesozoic) című állandó kiállításának. Ez a kiállítás megjelenít egy feltételezett találkozást az Argentinosaurus és a húsevő theropoda dinoszaurusz, a Giganotosaurus között. A kortárs kréta időszaki növények és állatok, köztük két pterosaurus faj fosszíliái szintén a kiállítás részét képezik, betekintést nyújtva mai Patagónia őskori ökoszisztémájába. 35 méteres hosszával ez a rekonstrukció az egyik legnagyobb dinoszaurusz csontváz, amelyet valaha összeállítottak.

## Popkulturális hatás
A Dinoszauruszok, a Föld urai különkiadásaként készült Az Óriások földje (Walking With Dinosaurs: Land of Giants, 2003) című dokumentumfilmben Nigel Marven az őskori Dél-Amerikába látogat, hogy felkutassa az Argentinosaurust. Emellett az Argentinosaurus a kora kréta kori Dél-Amerika élővilágát bemutató Dinosaurs: Giants of Patagonia című műsorban is látható.

## Fordítás
- Ez a szócikk részben vagy egészben az Argentinosaurus című angol Wikipédia-szócikk ezen változatának fordításán alapul.  Az eredeti cikk szerkesztőit annak laptörténete sorolja fel. Ez a jelzés csupán a megfogalmazás eredetét és a szerzői jogokat jelzi, nem szolgál a cikkben szereplő információk forrásmegjelöléseként.